# Ciptaharja
Ciptaharja is een bestuurslaag in het regentschap Bandung Barat van de provincie West-Java, Indonesië. Ciptaharja telt 13.788 inwoners (volkstelling 2010).